# Kazimierz Dębicki (aktor)

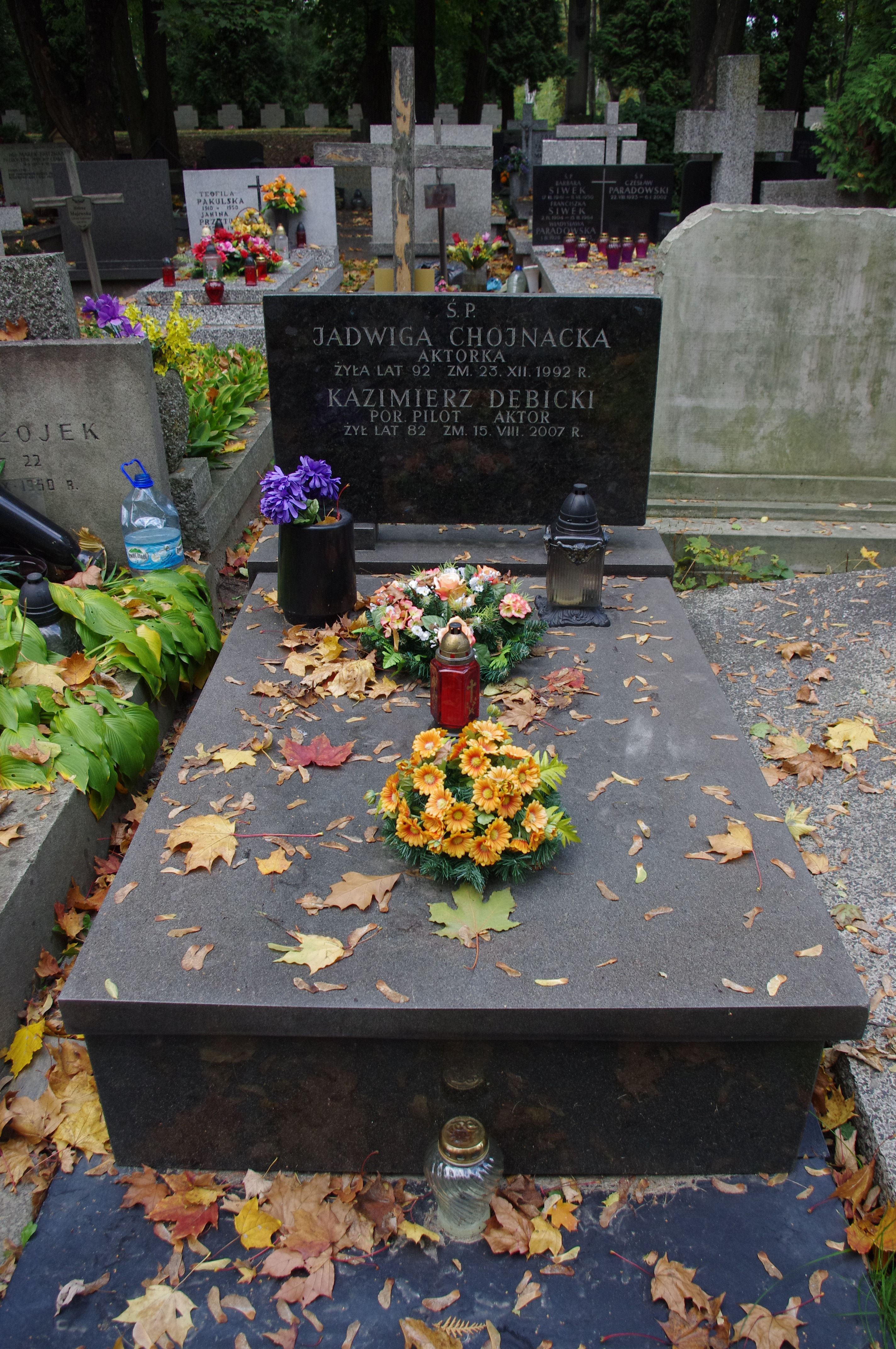
Grób aktorów Jadwigi Chojnackiej i Kazimierza Dębickiego na Cmentarzu Wojskowym na Powązkach w Warszawie

Kazimierz Dębicki-Wojtek (ur. 4 marca 1925 w Poznaniu, zm. 15 sierpnia 2007 w Warszawie) – polski aktor teatralny i filmowy.

## Życiorys
Był wychowankiem „Szkoły Orląt” w Dęblinie. W czasie II wojny światowej uczestniczył w walkach o Berlin.
Współpracował między innymi z Teatrem im. Stefana Jaracza w Łodzi w latach 1952–1953, Teatrem Powszechnym w Łodzi w latach 1953–1958, Teatrem Klasycznym w Warszawie w latach 1958–1970 oraz Teatrem Polskim w Warszawie w latach 1970–1986. Został pochowany na Cmentarzu Wojskowym na Powązkach w Warszawie (kwatera: AII-IX-16).

## Wybrana filmografia
- „Panienka z okienka” (1964)
- „Pierścień księżnej Anny” (1970)
- „Bołdyn” (1981)